# Tvetervann
Tvetervann  est un lac dans la municipalité de Sarpsborg, dans le comté d'Østfold en Norvège.

## Description
L'eau du lac débouche au nord-ouest vers le lac d'Isesjøen. A l'extrémité sud, l'eau est naturellement retenue comme les lacs Tunevannet, Vestvannet et Vansjø.
Entre 1906 et 1908, des barrages artificiels ont été construits au nord et à l'ouest, ceci pour conduire l'eau potable à travers un pipeline de 20 kilomètres de long jusqu'à Fredrikstad.